# Ophélie (film, 2018)
Pour les articles homonymes, voir Ophélie (homonymie).
Pour plus de détails, voir Fiche technique et Distribution.
Ophélie (Ophelia) est un film britannico-américain réalisé par Claire McCarthy, sorti en 2018.
Il est présenté hors-compétition au Festival du film de Sundance 2018. C'est l’adaptation du roman du même nom de Lisa Klein, inspiré par l'Hamlet de Shakespeare.

## Synopsis
Dans cette version romancée du classique de Shakespeare, le spectateur suit l’histoire de la jeune Ophélie. Suivante et favorite de la reine Gertrude, elle s’éprend du jeune prince Hamlet qui ne poursuit qu’une vengeance effrénée pour l’assassinat de son père orchestré par son perfide oncle Claudius. Ophélie découvre peu à peu les multiples secrets de la reine Gertrude ainsi que du roi Claudius. Au contraire du personnage dépeint par Shakespeare, l’Ophélie de cette version romancée se défait de son funeste destin afin de porter le costume du personnage principal d’un complexe complot.

## Fiche technique
- Titre original : Ophelia
- Titre français : Ophélie
- Réalisation : Claire McCarthy
- Scénario : Semi Chellas d'après le roman de Lisa Klein
- Direction artistique : Martin Vackár
- Décors : Ute Bergk
- Costumes : Massimo Cantini Parrini
- Photographie : Denson Baker
- Montage : Luke Dunkley
- Musique : Steven Price
- Sociétés de production : Covert Media, Bert Marcus Productions, Bobker / Kruger Films, Forthcoming Films et Freebury Productions
- Sociétés de distribution : IFC Films
- Pays d'origine : États-Unis
- Format : Couleurs - 35 mm - 2,35:1
- Genre : drame, romance
- Durée : 114 minutes
- Dates de sortie :
  - États-Unis : 22 janvier 2018 (Festival du film de Sundance 2018) et 28 juin 2019 (au cinéma)
  - France : 16 avril 2020 en VOD

## Distribution
- Daisy Ridley (VFC : Sophie Ostria) : Ophélie
- Naomi Watts (VFC : Fanny Gatibelza) : Gertrude / Mechtild
- Clive Owen (VFC : Olivier Valiente) : Claudius
- Tom Felton : Laërte
- George MacKay (VFC : Julien Chettle) : Hamlet
- Daisy Head : Cristiana
- Sebastian De Souza : Edmund
- Dominic Mafham : Polonius
- Anna Rust : Mechtild jeune
- Devon Terrell : Horatio
- Nathaniel Parker : le fantôme du père d'Hamlet
- Adriana Hercigonja : dame de compagnie
- Issy Stewart : dame de compagnie
- Ché Baker : bucheron
- Mia Quiney : Ophélie jeune
- Noel Czuczor : Rosencrantz
- Martin Angerbauer : Guildenstern

## Distinction

### Sélections
- Festival du film de Sundance 2018 : sélection hors compétition.
- Festival international du film de Moscou 2018 : sélection en compétition internationale.